# Saropogon purus
Saropogon purus är en tvåvingeart som beskrevs av Charles Howard Curran 1930. Saropogon purus ingår i släktet Saropogon och familjen rovflugor. Inga underarter finns listade i Catalogue of Life.